# Chance Cove
Chance Cove est une ville située sur l'île de Terre-Neuve dans la province de Terre-Neuve-et-Labrador au Canada. La population y était de 282 habitants en 2011. Une crique porte son nom, anciennement connue comme Crique Peu-de-Chance.

## Annexe